# Sun d'Or International Airlines
Sun d'Or International Airlines Limited (en hebreo: סאן דור‎) es una antigua aerolínea chárter Israelí y actual marca de vuelos regionales de la aerolínea nacional del país, El Al Israel Airlines. Como aerolínea fue una filial de El Al aunque operaba bajo licencia propia para el transporte comercial de pasajeros y carga, y ofrecía vuelos regulares y ad hoc (chárter) estacionales, utilizando los servicios y el mantenimiento de El Al y dos de sus aviones a modo de leasing. La aerolínea tenía su base de operaciones en el Aeropuerto Internacional Ben Gurion de Tel Aviv (actualmente, al ser una marca de El Al, cuya sede se encuentra en este aeropuerto, sus aviones tienen su base en el mismo, ahora en el mismo recinto que la aerolínea nacional). En 2011 Sun d'Or cesó sus operaciones al integrarse en la matriz El Al. La mayoría de servicios de la antaño aerolínea y actual marca tienen lugar entre Tel Aviv y destinos europeos cercanos (Europa del este, Turquía y los Balcanes). 

## Historia

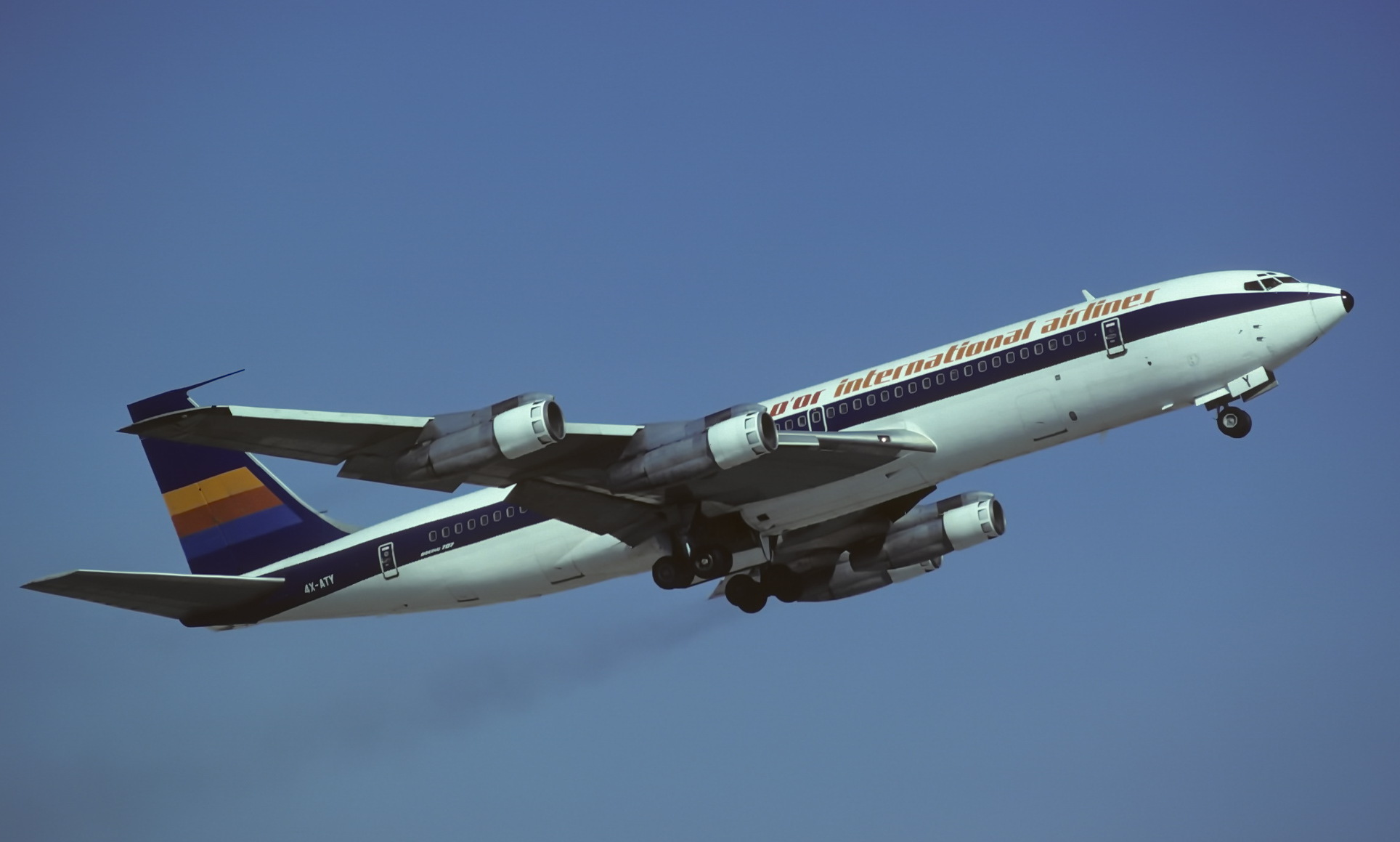
Un Boeing 707 de Sun d'Or con el diseño de marca original, despegando del aeropuerto de Düsseldorf, 1984.

Sun d'Or fue fundada el 1 de octubre de 1977 como una filial de El Al con el nombre El Al Charter Services Ltd., en un tiempo en el que la aerolínea era propiedad del Estado. En 1981 cambió su nombre a Sun D’Or (combinación de ‘sol’ en inglés y ‘de oro’ en francés) y, poco después, su director en ese momento, Uriel Yashiv, decidió añadir «International Airlines» al nombre de la aerolínea en inglés, quedando como Sun D'Or International Airlines. Esta adición no existe en el nombre hebreo de la marca, que portan en el diseño del título las palabras «Sun D'Or - סאן דור».
Desde 1988, Sun d'Or ha tenido su sede administrativa en la Casa El Al, en Tel Aviv.
Desde abril de 2001, Sun D'Or ha ido creciendo hasta convertirse en un importante jugador en el mercado de vuelos chárter israelí. Fue además pionero en usar los touroperadores (tanto europeos como israelíes) para centrar sus operaciones para el turismo extranjero en Israel. En enero de 2005, Sun D'Or se convirtió en aerolínea privada, siguiendo la privatización completa de El Al, por primera vez desde su fundación.
En marzo de 2011, la Autoridad de Aviación Civil de Israel anunció la suspensión de la licencia de operador de vuelos comerciales de la aerolínea tras haber servido prácticamente como un parte de El Al durante años, y sin haber logrado competencias propias en servicios y mantenimiento para cumplir con los estándares internacionales. Para muchos en la industria, sencillamente no tenía sentido que fuera una aerolínea separada, habiendo sido considerado por mucho un servicio de bajo coste de El Al, quien le proporcionaba hasta las tripulaciones y servicios de tierra. Desde entonces, Sun D’Or International Airlines permanece como marca de la aerolínea bandera israelí, compartiendo por tanto los mismos programas y beneficios (como la acumulación de puntos de viajeros frecuentes de El Al y la comida suministrada a bordo, que se compone de los platos de Tamam-Catering, otra filial de El-Al).

## Destinos

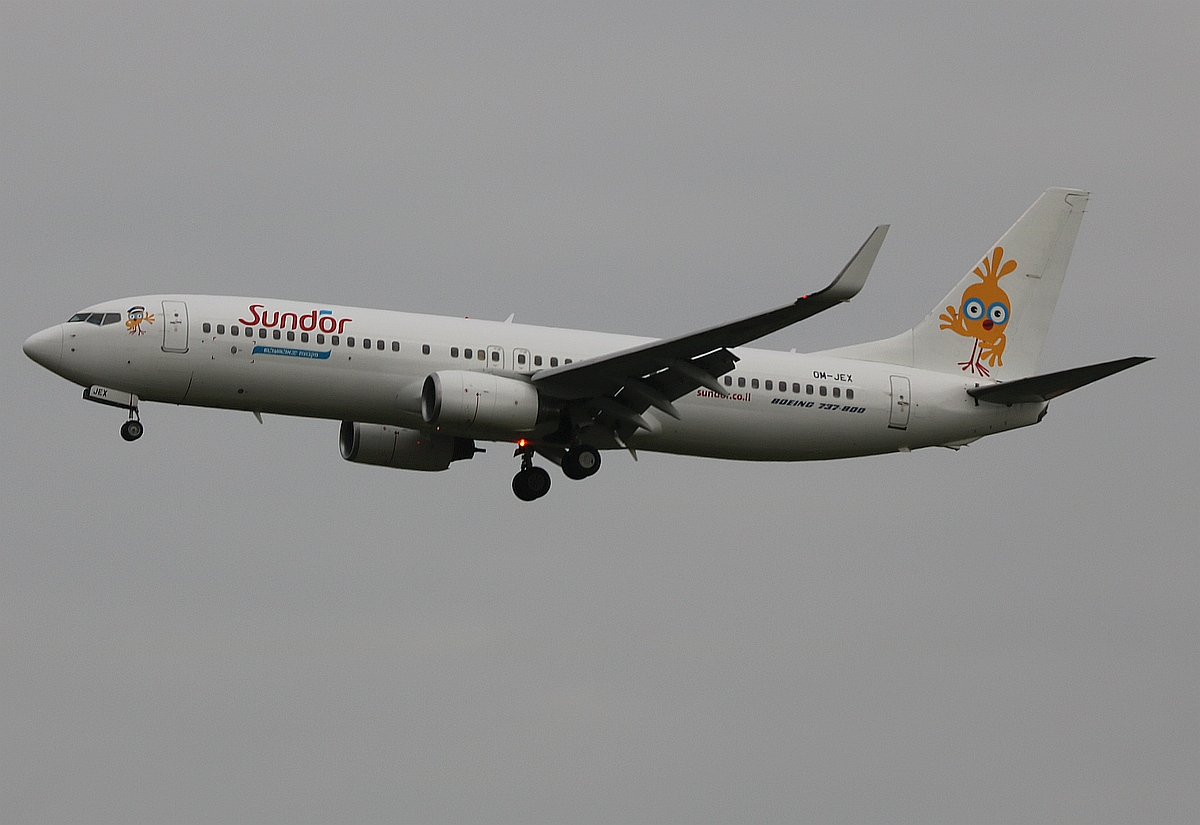
Un Boeing 737-800 de Sun d'Or con el diseño actual como marca de El Al, 2019.

## Flota
La flota de Sun D'Or International Airlines se compone de las siguientes aeronaves (a 1 de septiembre de 2013):